# Золдер
 Тази статия е за автомобилната писта в Белгия.  За селището вижте Хьосден-Золдер.  
Золдер е писта за провеждане на автомобилни и мотоциклетни състезания, намираща се в Хьосден-Золдер (Heusden-Zolder), Белгия.

## История
Последното състезание се провежда през 1984 г., а победител е Микеле Алборето от Ферари. След това състезанието за Голямата награда на Белгия е преместено на пистата Спа-Франкоршамп.
След 1984 г. „Золдер“ приема домакинството на състезания от по-малки серии. От 2007 г. пистата е домакин на сериите Чамп Кар.

## Инциденти
На 8 май 1982 година на пистата загива легендарният канадски пилот Жил Вилньов.

## Победители във Формула 1
| Година | Пилот           | Конструктор   | Писта  | Статистика |
| ------ | --------------- | ------------- | ------ | ---------- |
| 1984   | Микеле Алборето | Ферари        | Золдер | Статистика |
| 1982   | Джон Уотсън     | Макларън-Форд | Золдер | Статистика |
| 1981   | Карлос Ройтеман | Уилямс-Форд   | Золдер | Статистика |
| 1980   | Дидие Пирони    | Лижие-Форд    | Золдер | Статистика |
| 1979   | Джоди Шектър    | Ферари        | Золдер | Статистика |
| 1978   | Марио Андрети   | Лотус-Форд    | Золдер | Статистика |
| 1977   | Гунар Нилсон    | Лотус-Форд    | Золдер | Статистика |
| 1976   | Ники Лауда      | Ферари        | Золдер | Статистика |
| 1975   | Ники Лауда      | Ферари        | Золдер | Статистика |
| 1973   | Джеки Стюърт    | Тирел-Форд    | Золдер | Статистика |